# GR de la Verge
GR de la Verge (GR Virginis) és un estel variable a la constel·lació de la Verge, Virgo, situat a 1,25º de Mi de la Verge (μ Virginis), gairebé en el límit amb Balança. Va ser descoberta per Strohmeier et al. el 1965 i independentment per Harris el 1979. S'hi troba a 173 anys llum de distància del sistema solar.
GR de la Verge és una binària de contacte, és a dir, els seus components estan tan a prop entre si que existeix transferència de massa i comparteixen les capes exteriors («binària de sobrecontacte»). GR Virginis té a més un alt grau de sobrecontacte (78,6 %). És una binària eclipsant del tipus W Ursae Majoris, oscil·lant la seva lluentor entre magnitud +7,80 i +8,25 en un període de 0,4198 dies. Dins d'aquesta classe de variables trobem al subtipus-A. El seu període disminueix a raó de a raó de 4,32 × 10−7 dies per any. Aquesta disminució farà que els lòbuls de Roche crítics interiors i exteriors es vagen reduint, fent que la capa exterior compartida siga cada vegada més profunda, per finalment formar un únic estel amb una gran velocitat de rotació.
El tipus espectral de GR de la Verge és G0V. És una de les variables W Ursae Majoris on la relació entre les masses d'ambdós components és menor (q = 0,122). Les masses respectives són 1,36 i 0,17 vegades la massa solar i els radis 1,42 i 0,61 vegades el radi solar.